# Darmaxastra
Darmaxastra (em sânscrito: धर्मशास्त्र; romaniz.: Dharmaśāstra) são textos sânscritos purânicos Smriti sobre lei e conduta, e referem-se a tratados (xastras) sobre Darma. Ao contrário dos Dharmasūtras que são baseados nos Vedas, esses textos são principalmente baseados nos Puranas. Existem muitos darmaxastras, variamente estimados em número de 18 a mais de 100. Pandurang Vaman Kane menciona mais de 100 textos diferentes de Dharmasastra que eram conhecidos pela Idade Média na Índia, mas a maioria deles se perdeu para a história e sua existência é inferida a partir de citações e referências em bhasya e digestos que sobreviveram. Cada um desses textos existe em muitas versões diferentes, e cada um está enraizado em textos de Dharmasutra datados do 1º milênio a.C. que surgiram dos estudos de Kalpa (Vedanga) na era védica.
O corpus textual de darmaxastra foi composto em verso poético, e faz parte dos Smritis hindus, constituindo comentários e tratados divergentes sobre ética, particularmente deveres e responsabilidades consigo mesmo e com a família, bem como aqueles requeridos como membro da sociedade. Os textos incluem discussões sobre ashrama (estágios da vida), varna (classes sociais), purushartha (objetivos corretos da vida), virtudes pessoais e deveres como ainsa (não violência) contra todos os seres vivos, regras de guerra justa, e outros tópicos.
Darmaxastra tornou-se influente na história moderna da Índia colonial, quando foram formulados pelos primeiros administradores coloniais britânicos para serem a lei da terra para todos os não-muçulmanos (hindus, jainistas, budistas, siques) no subcontinente indiano, depois que a Xaria estabelecida pelo grão-mogol Auranguezebe, já havia sido aceita como a lei para muçulmanos na Índia colonial.